# Association tchadienne des Églises baptistes
L’Association tchadienne des Églises baptistes (ATEBAM) est une association chrétienne évangélique d'églises baptistes au Tchad.  Son siège est situé à Sarh. 

## Histoire
L’Association tchadienne des Églises baptistes a ses origines dans une mission américaine de l’organisation Baptist Mid-Missions en 1925 à Sarh . Dans les années 1930, un hôpital et un collège biblique ont été établis à Koumra . En 1964, l'association a été officiellement fondée ,. En 1979, elle a fondé la Jeunesse des églises baptistes du Tchad, une organisation pour les jeunes .